# Жданков Дмитро Сергійович
Дмитро Сергійович Жданков (* 18 листопада 1984, Харків, УРСР) — український футболіст, що виступав на позиції воротаря.
Вихованець спортшколи «Металіста» (Харків). Не зумівши знайти місце в основному складі «Металіста», грав з початку 2003 року за команду другої ліги «Газовик-ХГВ» (Харків). Повернувшись до «Металіста» в 2008 році, виступав за її резерв. Зіграв 1 матч за юнацьку збірну України (U-19) з футболу.